# Факторы терминации трансляции
Фа́кторы те́рминации — белки, принимающие участие в завершении (терминации) синтеза белков  на мРНК, катализируют гидролиз тРНК от синтезированного полипетида. У бактерий RF1  (от англ. release factors) и  RF2 узнают по два из трёх стоп-кодонов,  RF3  высвобождает  синтезированный пептид. У эукариот eRF1  узнаёт все три стоп-кодона, а  eRF3 выполняет вспомогательную  роль в комплексе с RF1. Эти белки имеют тРНК-подобную форму, а также консервативные мотивы, узнающие стоп-кодон и катализирующие атаку водой пептидной связи пептидил-тРНК.